# Огненные дороги
«О́гненные доро́ги» (узб. Olovli yoʻllar) — советский многосерийный художественный телевизионный фильм 1977—1984 гг. в жанре кинороман. Режиссёр — Шухрат Аббасов, производство «Узбекфильм».
Лауреат Гран-при по конкурсу художественных телефильмов VIII Всесоюзного фестиваля телевизионных фильмов (1979)

## О фильме
Кинороман рассказывает о жизни и трагической судьбе знаменитого узбекского поэта, драматурга, композитора, революционера и общественного деятеля Хамзы Хакимзаде Ниязи. В основе сюжета — роман Камиля Яшена «Хамза» и повесть Любови Воронковой «Неистовый Хамза». В фильме использованы стихи и мелодии Хамзы.
- Фильм 1 (1—4 серии). «Сердце поэта» (1978 г.).
- Фильм 2 (5—8 серии). «В поисках истины» (1979 г.).
- Фильм 3 (9—12 серии). «Певец революции» (1982 г.).
- Фильм 4 (13—14 серии). «Борющийся Туркестан» (1984 г.).
- Фильм 5 (15—17 серии). «Моя республика» (1984 г.).

## В ролях
- Ульмас Алиходжаев — Хамза Хакимзаде Ниязи (озвучивание — Сергей Малишевский)
- Наби Рахимов — Ибн-Ямин, отец Хамзы
- Лола Бадалова (Фильм 1) — мать Хамзы
- Аида Юнусова — Ачахон, сестра Хамзы (озвучивание — Наталья Рычагова)
- Бахтиёр Ихтияров (Фильм 2) — Юсупджан, дядя Хамзы (озвучивание — Юрий Саранцев)
- Пулат Саидкасымов — Завки, поэт-демократ, учитель и наставник Хамзы
- Якуб Ахмедов — шейх Исмаил-Ходжа (озвучивание — Феликс Яворский)
- Абдульхайр Касымов — Ахмадбай, богатый торговец
- Дилором Камбарова (Фильм 1) — Зубейда, дочь Ахмадбая
- Тамара Шакирова — Юлдузхон, жена Ахмадбая (озвучивание — Наталья Гвоздикова)
- Баходир Юлдашев — Алчинбек Назири, друг Хамзы, второй муж Юлдузхон (озвучивание — Александр Белявский)
- Бимболат Ватаев — Садыкджан Салихбаев, богатый купец Коканда (озвучивание — Михаил Погоржельский)
- Раззак Хамраев — шейх Хазрат, глава духовенства Коканда (озвучивание — Алексей Консовский)
- Джавлон Хамраев — Маткауль, слуга и телохранитель шейха Хазрата (озвучивание — Даниил Нетребин)
- Игорь Дмитриев — Виктор Медынский, уездный начальник полиции Коканда
- Данута Столярская — Мария Медынская, жена Виктора Медынского
- Юрий Дубровин — Николай Григорьевич, белёсый офицер (капитан полиции)
- Юрий Гусев — Степан Соколов
- Сергей Яковлев — русский доктор
- Виталий Леонов — шпик
- Шавкат Абдусаламов — Умид Абдусаламов
- Мурад Раджабов — Гафур
- Максуд Мансуров — Хидоят
- Тимофей Спивак — Ричардсон, руководитель британской разведки в Индии и Туркестане
- Батыр Закиров (Фильм 3) — Рабиндранат Тагор (озвучивание — Алексей Консовский)
- Махарбек Кокоев (Фильм 3) — Махарбек — турок контрабандист (озвучивание — Владислав Ковальков)
- Шухрат Иргашев (Фильмы 3, 5) — член редколлегии журнала «Кенгаш» ("Совет")
- Всеволод Сафонов (Фильм 3, 5) — товарищ Андрей
- Николай Бармин (Фильм 3) — Н. Баршин, руководитель подполья Одессы
- Отар Коберидзе (Фильм 3) — Дюндар, богатый турок (озвучивание — Владимир Дружников)
- Тамара Яндиева (Фильм 3) — Рабия, наложница Дюндара
- Виктор Саитов (Фильм 4) — М. В. Фрунзе (в титрах —  В. Сеитов)
- Лев Прыгунов (Фильм 4) — Д. А. Фурманов (роль озвучивал другой актёр)
- Расим Балаев (Фильм 4) — Эмир Бухарский
- Галина Федотова (Фильмы 1—2) — Аксинья
- Наталья Варлей (Фильмы 4—5) — Мария Кузнецова, актриса в театре Хамзы
- Санат Диванов — Файзулла Ходжаев
- Алимжан Ташкенбаев — Юлдаш Ахунбабаев
- Раджаб Адашев — бай
- Генрих Осташевский — Антон Петрович, начальник полиции Одессы
- Гани Агзамов — мулла
- Закир Мухамеджанов (Фильм 5) — Шавкат, писатель
- Клара Джалилова — одна из жён Садыкджан-бая

## Съёмочная группа
- Режиссёр-постановщик — Шухрат Аббасов
- Режиссёр — Джамшид Абидов
- Ассистенты режиссёра — В. Яковлев, Э. Кенжаев, Б. Халиков, В. Жирнова, А. Уланов
- Авторы сценария — Камиль Яшен, Борис Привалов, Шухрат Аббасов
- Главный оператор — Трайко Эфтимовский
- Оператор — Абдурахим Исмаилов
- Операторы — М. Исмаилов, Э. Искандеров
- Композитор — Румиль Вильданов
- Звукооператоры — Джалал Ахмедов, Израиль Аркашевский
- Главный художник — Анатолий Шибаев
- Художник — Низом Нуритдинов
- Художник по костюмам — С. Рыфтина
- Художник-гримёр — Г. Заиров
- Гримёры — Б. Темиров, М. Адилов
- Монтажёры — Л. Ефимова, Р. Кадряева
- Редакторы — К. Гельдыева, Р. Мергенбаева, Д. Булгаков
- Комбинированные съёмки:
  - Оператор — А. Шкарин
  - Художник — Х. Рашитов
  - Ассистент оператора — М. Закиров
  - Ассистент художника — С. Шерстюк
- Консультант — доктор филологических наук Лазиз Каюмов
- Симфонический оркестр Госкино СССР
  - Дирижёр — Сергей Скрипка
- Зам. директора картины — Т. Каноатов, В. Бабаджанов
- Директор картины — В. Акмалов

## Технические данные
- Цветной
- Фильм снят на плёнках шосткинского химкомбината «Свема» и казанского химзавода «Тасма»